# Dulce Beat
Dulce Beat é o segundo álbum de estúdio da banda de electro pop Belanova. O álbum foi gravado entre 2004 e 2005, em Buenos Aires, Argentina e em Guadalajara, Jalisco, México. Foi oficialmente lançado no México em 21 de junho de 2005, após o primeiro single "Me Pregunto". O álbum foi um sucesso crítico e comercial, garantindo dupla platina no México, platina nos Estados Unidos e Porto Rico, e ouro na Argentina. Em 2006 o álbum foi lançado em vários países do mundo. Todos os singles deste álbum tornaram-se número #1 no México, e com isso a banda conquistou e sustenta este recorde no país; 4 singles em primeiro lugar consecutivamente. Todos os singles de Dulce Beat ficaram por incríveis 50 semanas dentro do chart musical do México. O video clipe do single "Por Ti" possui o recorde de vídeo mais executado nas televisões do México. O sucesso de Dulce Beat chegou ao Japão, e músicas não-singles como "Mírame" entrou no chat musical oficial do país, o mesmo ocorreu em outros países da Ásia. Ainda em 2006 Dulce Beat foi indicado ao Grammy Latino na categoria "Melhor Álbum Pop Dupla ou Grupo".

## Faixas
| N.º | Título               | Compositor(es)                          | Duração |  |
| 1.  | "Niño"               | Denisse Guerrero, R. Arreola, E. Huerta | 3:29    |  |
| 2.  | "Rosa Pastel"        | Denisse Guerrero, R. Arreola, E. Huerta | 3:06    |  |
| 3.  | "Soñar"              | Denisse Guerrero, R. Arreola, E. Huerta | 3:52    |  |
| 4.  | "Mírame"             | Denisse Guerrero, R. Arreola, E. Huerta | 3:04    |  |
| 5.  | "Miedo"              | Denisse Guerrero, R. Arreola, E. Huerta | 3:33    |  |
| 6.  | "Escena Final"       | Denisse Guerrero, R. Arreola, E. Huerta | 3:25    |  |
| 7.  | "Por Ti"             | Denisse Guerrero, R. Arreola, E. Huerta | 3:35    |  |
| 8.  | "Talvez"             | Denisse Guerrero, R. Arreola, E. Huerta | 2:58    |  |
| 9.  | "Sexy"               | Denisse Guerrero, R. Arreola, E. Huerta | 3:06    |  |
| 10. | "Me Pregunto"        | Denisse Guerrero, R. Arreola, E. Huerta | 3:04    |  |
| 11. | "Te Quedas O Te Vas" | Denisse Guerrero, R. Arreola, E. Huerta | 3:42    |  |

## Desempenho
| Paradas (2005/2006)                        | Melhor posição |
| ------------------------------------------ | -------------- |
| México                                     | 1              |
| Espanha                                    | 1              |
| Argentina                                  | 1              |
| Porto Rico                                 | 1              |
| Estados Unidos Billboard Electronic Albums | 10             |
| Estados Unidos Billboard Top Heatseekers   | 12             |
| Estados Unidos Billboard Latin Albums      | 59             |

### Certificações
| Região         | Certificação |
| -------------- | ------------ |
| México         | 2× Platina   |
| Estados Unidos | Platina      |
| Porto Rico     | Platina      |